# Хмельницкий (аэропорт)
Международный аэропорт «Хмельницкий» (ИАТА: HMJ, ИКАО: UKLH) — международный аэропорт, обслуживающий город Хмельницкий. C 2012 года не работает.

## История
В 1952 году в г. Проскурове (сейчас г. Хмельницкий) была образована отдельная эскадрилья, входившая в состав 98 отряда Черновицкого авиапредприятия Украинского управления гражданской авиации, просуществовавшая до 1 октября 1971 года.
В её состав входили:
- Аэропорт Каменец-Подольский;
- Аэропорты местных авиалиний: Проскуров, Теофиполь, Изяслав, Полонное, Новая Ушица.

Согласно соответствующему приказу Министерства гражданской авиации СССР от 12.04.1971 года на базе Хмельницкой отдельной авиаэскадрильи было создано Хмельницкое авиапредприятие, подчиненное Украинскому управлению гражданской авиации и началось строительство нового аэропорта. В 1984 году из него, на самолёте Як-40, был выполнен первый авиарейс. К моменту провозглашения Украиной независимости, Хмельнитчина была с современным, построенным по всем международным нормам, аэропортом. Действовали грузовой и пассажирский терминалы, таможенный пост.
Однако, следующие восемнадцать лет стали для хмельничан-авиаторов фатальными. Тогдашний кризис в государстве нанес существенный удар по аэропорту. Переходя из одной формы собственности в другую, аэропорт в одночасье лишался всего. А главное — прекратил принимать самолёты. Пришел в плачевное состояние аэровокзал, пострадала материально-техническая база. Именно в это время возник вопрос о реорганизации аэропорта и уже с 1 апреля 1994 года, согласно приказу Министра транспорта Украины № 448 от 26.11.1993 г., вместо одного предприятия были созданы четыре самостоятельных предприятия, а именно:
- Государственное предприятие «Аэропорт-Хмельницкий» (сейчас — коммунальное предприятие «Аэропорт-Хмельницкий»);
- Хмельницкое региональное отделение авиакомпании применения авиации в народном хозяйстве (ЗАНГ);
- Хмельницкое региональное отделение Госавиакомпании «Авиалинии Украины»;
- Региональное предприятие «Украерорух».

Позже государственное предприятие «Аэропорт-Хмельницкий» было переименовано в областное коммунальное предприятие «Аэропорт-Хмельницкий» на основании решения Хмельницкого областного совета от 19.12.2001 года № 21, а 30.03.2004 года областное коммунальное предприятие «Аэропорт-Хмельницкий» было переименовано в коммунальное предприятие на основании решения одиннадцатой сессии Хмельницкого областного совета № 31-11/2004. С 01.04.1994 г. Хмельницкий аэропорт функционирует как самостоятельное предприятие. За период с 1994 г. по 2009 г. из аэропорта отправлено и принято 80 тыс. пассажиров (в среднем 5300 в год, или 15 в день), 2000 тонн грузов (133 тонны ежегодно, или 365 кг в день), 5500 рейсов (366 в год, 1 рейс ежедневно).
Много лет аэропорт «Хмельницкий» полноценно не функционирует. Когда-то аэропорт принимал и пассажирские, и грузовые рейсы. Но в последние годы тут летают только Ан-2, обрабатывающие сельскохозяйственные угодья. В 2012 году аэропорт лишился полётного сертификата.

### Возобновление работы
В 2015 году был объявлен план реконструкции аэропорта. Начало строительства было запланировано на июнь 2015 года, но по неясным причинам реконструкция аэропорта не состоялась.
Руководство аэропорта считает реальным возобновление работы аэропорта, что потребует отстройки ВПП и прохождения сертификации аэродрома. Средства на реконструкцию администрация планирует привлекать от инвесторов.
В 2018 году Аэропорт Хмельницкий начали очищать от деревьев и кустов, выросших за время запустения. Всего, с апреля по июнь, было убрано 80 гектаров площади всего аэропорта. Также решается вопрос о возобновлении подачи электроэнергии в аэропорт, обесточенный уже десять лет.
По состоянию на август 2018 г., по словам директора предприятия Валерия Сороки, территорию аэропорта очистили от самосевов и кустарников на площади 54 гектара, проходят ремонтные работы на контрольно-пропускном пункте. Завершены тендерные процедуры и определены предприятия, которые будут выполнять ремонт взлетно-посадочной полосы и замену окон в административном помещении. Подписано соглашение об обслуживании трёх самолётов Ан-2.
В марте 2019 года состоялись пробные полёты малой авиации. До конца 2019 года запланирован запуск полноценной работы малой авиации и открытие школы пилотов для Западного региона на базе коммунального предприятия.
В ноябре 2019 года закончено согласование Инструкции по выполнению полетов на взлетно-посадочной площадке «Хмельницкий»
Согласование инструкции началось с Львовского РДЦ (г. Львов), потом согласование прошло в штабе Воздушных Сил, (г. Винница). Следующим шагом было согласование инструкции у Службе аэронавигационной информации (г. Борисполь), Украэрорухе (г. Борисполь) и Украэроцентре (г. Борисполь). Последний месяц согласование осуществлялось в Государственной авиационной службе Украины (г. Киев). После согласования Глава Государственной авиационной службы Украины А. Бильчук утвердил Инструкцию. Инструкция будет введена в действие в конце февраля 2020 года. Была подана заявка на инспектирование грунтовой взлетно-посадочной полосы для обнаружения недостатков.
Впоследствии ВПП аэропорта планируется продлить на 500 метров.
В июне 2021 года КП «Хмельницкий аэропорт» заключило договор на приобретение рентгенотелевизионного интроскопа для осмотра багажа. Стоимость сделки — 1 191 000 гривен.
В сентябре 2021 года представителями турецких компаний предложено инвестировать в аэропорт 200 миллионов долларов.

## Технические характеристики
Общая площадь земельного участка, занимаемая аэродромом, — 134,2 га., в том числе аэропорт — 13,2 га.
Аэропорт оснащен искусственной взлётно-посадочной полосой (ИВПП) с бетонным покрытием размером 2200×42 м, что соответствует классу В, PCN 13 /R/C/X/T/. ИВПП оснащена светосигнальной системой М-2. Комплекс радиотехнических средств ближней навигации:
- с магнитным курсом посадки (МК пос) — 343°: курсо-глиссадная система посадки СП-80;
- дальние и ближние приводные радиостанции системы захода на посадку (ОСП) с магнитным курсом посадки (МК пос) — 163° и магнитным курсом посадки (МК пос) — 343°;
- комплекс средств связи.

Перрон имеет 11 стоянок для транспортных воздушных судов (прочность PCN 16/F/D/V/T) и 25 стоянок для самолётов Ан-2.
Аэропорт может принимать самолёты днем и ночью взлетной массой до 61 тонны. Аэровокзальный комплекс аэропорта включает помещения для обслуживания пассажиров общей площадью 1500 м², куда входит международный сектор площадью 800 м².
Международный сектор включает помещения и оборудование для осуществления регистрации авиабилетов, проверки пассажиров на авиабезопасность полётов, таможенного контроля и паспортного контроля пограничной службой.

Службы аэропорта могут обслуживать не менее 4-6 международных рейсов в пределах регламента.
Чиновники стремятся, чтобы до конца года Хмельницкий аэропорт принимал грузовые самолеты по заказу «Новой почты». Кроме этого, Государственная авиационная служба Украины считает аэропорт базовым в Западном регионе.